# Светско првенство у атлетици у дворани 2024 — штафета 4 × 400 метара за мушкарце
Трка штафета 4 × 400 м у мушкој конкуренцији на 19. Светском првенству у атлетици у дворани 2024. одржана је 3. марта у Комонвелт Арени у Глазгову.
Титулу освојену у Београду 2022., није бранила штафета Јамајке.

## Земље учеснице
Учествовало је 38 такмичара у 8 штафета из исто толико земаља.
| 1. Белгија (5) 2. Кенија (4) 3. Пољска (5) 4. Португалија (4) | 1. САД (6) 2. Словачка (4) 3. Холандија (6) 4. Чешка (4) |

## Освајачи медаља
| Освајачи медаља                                            |                                                        |                                                               |  |  |  |  |
|                                                            |                                                        |                                                               |  |  |  |  |
|                                                            |                                                        |                                                               |  |  |  |  |
|                                                            |                                                        |                                                               |  |  |  |  |
| Жонатан Сакор Дилан Борле Кристијан Игуасел Александар Дом | Џекори Патерсон Метју Болинг Ноа Лајлс Кристофер Бејли | Лимарвин Боневасија Рамсеј Ангела Теренс Агард Тони ван Дипен |  |  |  |  |
| Белгија                                                    | САД                                                    | Холандија                                                     |  |  |  |  |

## Рекорди пре почетка Светског првенства 2024.
Рекорди у штафети 4х400 метара за мушкарце пре почетка светског првенства 1. марта 2024. године:
| Рекорди пре почетка Светског првенства 2024.  | Рекорди пре почетка Светског првенства 2024. | Рекорди пре почетка Светског првенства 2024.                                      | Рекорди пре почетка Светског првенства 2024. | Рекорди пре почетка Светског првенства 2024. | Рекорди пре почетка Светског првенства 2024. |
| --------------------------------------------- | -------------------------------------------- | --------------------------------------------------------------------------------- | -------------------------------------------- | -------------------------------------------- | -------------------------------------------- |
| Светски рекорд                                | САД                                          | Закари Шиник, Раи Бенџамин, Рики Морган, Мајкл Норман                             | 3:00,77                                      | Колеџ Стејшон, САД                           | 10. март 2018.                               |
| Рекорд светских првенстава                    | Пољска                                       | Карол Залевски, Рафал Омелко Лукаш Кравчук, Јакуб Кшевина                         | 3:01,77                                      | Бирмингем, Уједињено Краљевство              | 4. март 2018.                                |
| Најбољи резултат сезоне                       | САД                                          | Џастин Робинсон, Гамали Феликс, Калеб Симпсон, Џејден Дејвис                      | 3:02,73                                      | Фејетвил, САД                                | 10. фебруар 2024.                            |
| Афрички рекорд                                | Нигерија                                     | Тоби Огунмола, Ноа Акву, Салиху Исах, Кристијан Мортон                            | 3:07,95                                      | Сопот, Пољска                                | 9. март 2014.                                |
| Азијски рекорд                                | Јапан                                        | Казухиро Такахаши, Џун Осакада, Масајуши Кан, Шуњи Карубе                         | 3:05,90                                      | Маебаши, Јапан                               | 6. март 1999.                                |
| Северноамерички рекорд                        | Сједињене Државе                             | Закари Шиник, Раи Бенџамин, Рики Морган, Мајкл Норман                             | 3:00,77                                      | Колеџ Стејшон, САД                           | 10. март 2018.                               |
| Јужноамерички рекорд                          | Бразил                                       | Claudinei да Силва, Осмар дос Сантос Флавио Годој, Жералдо Марањао                | 3:10,50                                      | Париз, Француска                             | 8. март 1997.                                |
| Европски рекорд                               | Пољска                                       | Карол Залевски, Рафал Омелко Лукаш Кравчук, Јакуб Кшевина                         | 3:01,77                                      | Бирмингем, Уједињено Краљевство              | 4. март 2018.                                |
| Океанијски рекорд                             | Аустралија                                   | Пол Грин, Марк Гарнер Рохан Робинсон, Стив Пери                                   | 3:08,49                                      | Севиља, Шпанија                              | 10. март 1991.                               |
| Рекорди остварени на Светском првенству 2024. |                                              |                                                                                   |                                              |                                              |                                              |
| Најбољи резултат сезоне                       | Белгија                                      | Жонатан Сакор, Дилан Борле, Кристијан Игуасел, Александар Дом                     | 3:02,54                                      | Глазгов, Уједињено Краљевство                | 3. март 2024.                                |
| Афрички рекорд                                | Кенија                                       | Вајзмен Вер Мукхобе, Заблон Екал Еквам, Келвин Сејн Таута, Бонифас Онтуга Мвереса | 3:06,96                                      | Глазгов, Уједињено Краљевство                | 3. март 2024.                                |
| Афрички рекорд                                | Кенија                                       | Вајзмен Вер Мукхобе, Заблон Екал Еквам, Келвин Сејн Таута, Бонифас Онтуга Мвереса | 3:06,71                                      | Глазгов, Уједињено Краљевство                | 3. март 2024.                                |

## Квалификациона норма
| Дворана    | Отворено |
| ---------- | -------- |
| нема норме |          |

## Сатница
| Датум         | Време | Ниво          |
| ------------- | ----- | ------------- |
| 3. март 2024. | 11:10 | Квалификације |
| 3. март 2024. | 20:15 | Финале        |

## Резултати

### Квалификације
Квалификационе трке су одржане 3. марта 2024. године. Штафете су подљене у 2 групе. За финале су се пласирала прва 2 из група (КВ) и 2 на основу постигнутог резултата (кв).,,,,
| Група             | 1     | 2     |
| ----------------- | ----- | ----- |
| Почетак такмичења | 11:10 | 11:22 |

| Пласман | Група | Штафета     | Атлетичари                                                                        | НР      | Рез.    | Бел.        |
| ------- | ----- | ----------- | --------------------------------------------------------------------------------- | ------- | ------- | ----------- |
| 1.      | 1     | САД         | Пол Дедево, Тревор Басит, Метју Болинг, Кристофер Бејли                           | 3:01,39 | 3:05,56 | КВ          |
| 2.      | 1     | Белгија     | Жонатан Сакор, Кристијан Игуасел, Тибо Де Смет, Дилан Борле                       | 3:02,51 | 3:06,27 | КВ, НРС     |
| 3.      | 2     | Холандија   | Тајмир Бурнет, Исаја Клајн Икинк, Тони вон Дипен, Рамсеј Ангела                   | 3:06,06 | 3:06,47 | КВ, НРС     |
| 4.      | 2     | Португалија | Ериксон Таварес, Рикардо дос Сантос, Џон Коељо, Омар Елкхатиб                     |         | 3:06,57 | КВ, НР      |
| 5.      | 2     | Пољска      | Патрик Гжегожевич, Максимилијан Швед, Даниел Солтисиак, Матеуш Жезничак           | 3:01,77 | 3:06,74 | кв, НРС     |
| 6.      | 1     | Кенија      | Вајзмен Вер Мукхобе, Заблон Екал Еквам, Келвин Сејн Таута, Бонифас Онтуга Мвереса |         | 3:06,96 | кв, АФР, НР |
| 7.      | 1     | Словачка    | Шимон Бујна, Патрик Домотор, Мирослав Марчек, Марио Ханиц                         | 3:15,90 | 3:09,21 | НР          |
|         | 2     | Чешка       | Вит Милер, Михал Десенски, Патрик Шорм, Матеј Крчек                               | 3:04,09 | Диск.   |             |

### Финале
Финална трка је одржана 3. марта у 20:15.,,
| Пласман | Штафета     | Атлетичари                                                                        | Време   | Белешка |
| ------- | ----------- | --------------------------------------------------------------------------------- | ------- | ------- |
|         | Белгија     | Жонатан Сакор, Дилан Борле, Кристијан Игуасел, Александар Дом                     | 3:02,54 | СРС     |
|         | САД         | Џекори Патерсон, Метју Болинг, Ноа Лајлс, Кристофер Бејли                         | 3:02,60 | НРС     |
|         | Холандија   | Лимарвин Боневасија, Рамсеј Ангела, Теренс Агард, Тони вон Дипен                  | 3:04,25 | НР      |
| 4.      | Кенија      | Вајзмен Вер Мукхобе, Заблон Екал Еквам, Келвин Сејн Таута, Бонифас Онтуга Мвереса | 3:06,71 | АФР, НР |
| 5.      | Пољска      | Максимилијан Швед, Јан Вавжкович, Даниел Солтисиак, Матеуш Жезничак               | 3:08,00 |         |
|         | Португалија | Ериксон Таварес, Џон Коељо, Рикардо дос Сантос, Омар Елкхатиб                     | Диск.   |         |